# Lijst van onroerend erfgoed in Limburg (Belgische provincie)
Deze pagina bevat een overzicht van de lijsten van onroerend erfgoed in Limburg, gerangschikt per Belgische gemeente en Belgische streek. 
Het onroerend erfgoed maakt deel uit van het cultureel erfgoed in België.

## Per gemeente
- Lijst van onroerend erfgoed in Alken
- Lijst van onroerend erfgoed in As
- Lijst van onroerend erfgoed in Beringen
- Lijst van onroerend erfgoed in Bilzen-Hoeselt
- Lijst van onroerend erfgoed in Bocholt
- Lijst van onroerend erfgoed in Bree
- Lijst van onroerend erfgoed in Diepenbeek
- Lijst van onroerend erfgoed in Dilsen-Stokkem
- Lijst van onroerend erfgoed in Genk
- Lijst van onroerend erfgoed in Gingelom
- Lijst van onroerend erfgoed in Halen
- Lijst van onroerend erfgoed in Hamont-Achel
- Lijst van onroerend erfgoed in Hasselt
- Lijst van onroerend erfgoed in Hechtel-Eksel
- Lijst van onroerend erfgoed in Heers
- Lijst van onroerend erfgoed in Herk-de-Stad
- Lijst van onroerend erfgoed in Herstappe
- Lijst van onroerend erfgoed in Heusden-Zolder
- Lijst van onroerend erfgoed in Houthalen-Helchteren

- Lijst van onroerend erfgoed in Kinrooi
- Lijst van onroerend erfgoed in Kortessem
- Lijst van onroerend erfgoed in Lanaken
- Lijst van onroerend erfgoed in Leopoldsburg
- Lijst van onroerend erfgoed in Lommel
- Lijst van onroerend erfgoed in Lummen
- Lijst van onroerend erfgoed in Maaseik
- Lijst van onroerend erfgoed in Maasmechelen
- Lijst van onroerend erfgoed in Nieuwerkerken
- Lijst van onroerend erfgoed in Oudsbergen
- Lijst van onroerend erfgoed in Peer
- Lijst van onroerend erfgoed in Pelt
- Lijst van onroerend erfgoed in Riemst
- Lijst van onroerend erfgoed in Sint-Truiden
- Lijst van onroerend erfgoed in Tessenderlo-Ham
- Lijst van onroerend erfgoed in Tongeren-Borgloon
- Lijst van onroerend erfgoed in Voeren
- Lijst van onroerend erfgoed in Wellen
- Lijst van onroerend erfgoed in Zonhoven
- Lijst van onroerend erfgoed in Zutendaal

## Per streek
- Lijst van onroerend erfgoed in de Kempische mijnstreek